# Paolo Agosteo
Paolo Agosteo (Catania, 27 gennaio 1908 – Roma, 1989) è stato un allenatore di calcio e calciatore italiano, di ruolo terzino destro.

## Carriera

### Club
Terzino destro, buon tiratore dal dischetto, cresce sportivamente in vari sodalizi del pavese, ma si mette in evidenza nella Pro Patria, in cui gioca cinque stagioni. Retrocesso in Serie B con la squadra bustocca, al termine della stagione 1932-1933, viene acquistato dall'Ambrosiana Inter. Nella squadra nerazzurra gioca due stagioni da titolare, collezionando complessivamente 67 presenze con 7 goal, un bottino considerevole per un difensore, in un'epoca in cui ai giocatori di quel reparto era sconsigliato superare la propria metà campo.
La sua carriera prosegue nel Genova 1893. La squadra rossoblu è stata appena promossa in Serie A e Agosteo, nell'arco di quattro stagioni, contribuisce  a ridare un po' di lustro al vecchio Grifone. È infatti protagonista della vittoria in Coppa Italia del 1937, ottenuta a Firenze ai danni della Roma, battuta in finale per 1-0, nonché di buone prestazioni in campionato. Nel 1939 passa alla Lazio ma viene utilizzato esclusivamente in amichevole e nel campionato Riserve.
A fine stagione passa all'Alba Motor, nel doppio ruolo di allenatore e giocatore, squadra con cui chiude la sua carriera agonistica.

### Nazionale
Conta due presenze con la Nazionale B, con cui ha debuttato l'11 novembre 1934.
Ha totalizzato complessivamente 224 presenze e 11 reti in Serie A, molti, per quell'epoca, per un difensore.

## Palmarès

### Giocatore

#### Club

##### Competizioni nazionali
- Coppa Italia: 1

Genova 1893: 1936-1937